# Delinquente
Un delinquente è una persona che commette un atto ritenuto delitto dalla legge penale. La condotta illegale contro le persone, i beni e le proprietà altrui, nonché tutti i fenomeni connessi, viene invece definita genericamente delinquenza.
In essa possono intendersi tutti i reati contro la persona, il patrimonio e ogni proprietà in genere. Sono quindi da considerare dei delinquenti i 
mafiosi, i ladri, gli scippatori, gli assassini, i trafficanti di droga o d'organi, i contrabbandieri, i falsari gli stupratori i truffatori i rapitori i gangster e via dicendo.

## Caratteristiche e classificazione
Non è da ritenersi delinquente un qualsiasi reo ma soltanto il reo che commette un delitto naturale, cioè un delitto contro la persona, contro la proprietà pubblica o privata, contro il buon costume. Pertanto dal novero dei delinquenti sono esclusi coloro che commettono reati di lieve entità oppure dipendenti dall'eccezionalità del momento, essendo riservata tale qualificazione soltanto ai soggetti che si macchiano di reati ritenuti da sempre, indipendentemente dal momento storico, fatti anti-sociali.

### Per tipi criminologici
La classificazione dei delinquenti per tipi criminologici si basa sull'individuazione di parametri psichici secondo diversi criteri.
Secondo la classificazione detta Lombroso-Ferri i delinquenti possono essere ripartiti in cinque categorie: delinquenti nati, delinquenti pazzi, delinquenti abituali, delinquenti per passione e delinquenti d'occasione.
- I delinquenti nati sono coloro che hanno, secondo la teoria lombrosiana originaria, la tendenza innata, quasi congenita, a commettere delitti.
- I delinquenti pazzi sono individui infermi di mente, suddividibili in pazzi delinquenti, individui infermi di mente che occasionalmente commettono un delitto, e delinquenti pazzi, individui la cui malattia ha il delitto come manifestazione tipica.
- I delinquenti abituali sono coloro che sono recidivi nel delitto e pertanto hanno maturato un'abitudine alla sua commissione.
- I delinquenti per passione sono individui che traggono piacere e soddisfazione dalla commissione del delitto.
- I delinquenti d'occasione sono individui normali dalla scarsa volontà che si fanno cogliere dall'occasione di commettere un delitto.

Secondo la classificazione di Benigno Di Tullio i delinquenti vanno classificati in delinquenti occasionali, delinquenti costituzionali e delinquenti infermi di mente.

### Per reato
La classificazione per tipo di autore si basa sull'individuazione di tipi di delinquenti in base al reato commesso. Di origine germanica, la classificazione per tipo d'autore (in tedesco tätertyp) individua le figure criminose partendo dal reato commesso, così il ladro dal furto, il truffatore dalla truffa o il rapinatore dalla rapina.

## Nel mondo

### Italia
Il diritto penale italiano riconosce diverse categorie di delinquenti, collegando all'appartenenza di un individuo a una di esse diverse conseguenze riguardanti la durata della pena e la possibilità di godere di benefici.
- Il delinquente abituale è un individuo dedito abitualmente al delitto.
- Il delinquente professionale è un individuo che trae di che vivere dai frutti dei delitti.
- Il delinquente per tendenza è un individuo che ha la propensione alla commissione di delitti, differenziandosi dal modello lombrosiano perché non irrimediabilmente condannato al delitto dalla nascita.